# Noordse luzernevlinder
De noordse luzernevlinder (Colias hecla) is een dagvlinder uit de familie Pieridae (witjes). 
De soort komt voor in de bergen van Lapland, het noorden van Noord-Amerika en het oosten van Siberië.
De waardplanten zijn Astralagus,  Amoria repens, Lupinus arcticus, Arctostaphylos, Vaccinium en Hedysarum. 
De vliegtijd is van juni tot in augustus. De soort kan overwinteren als rups en als pop, soms tweemaal.